# Contea di Randolph (Missouri)
La contea di Randolph in inglese Randolph County è una contea dello Stato del Missouri, negli Stati Uniti. La popolazione al censimento del 2000 era di 24 663 abitanti. Il capoluogo di contea è Huntsville